# Elgin Lessley

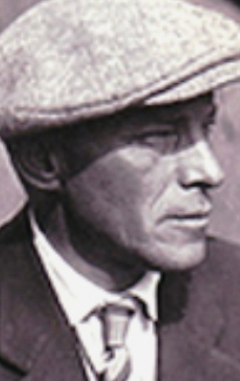
Elgin Lessley (1915)

Elgin Lessley (auch: Lesly, Lessly, und Leslie) (* 10. Juni 1883 in Higby, Missouri; † 8. Februar 1944 in Los Angeles, Kalifornien) war ein US-amerikanischer Kameramann der Stummfilmzeit, der insbesondere durch seine Zusammenarbeit mit Buster Keaton und seiner Entwicklung von innovativen Spezialeffekten Bedeutung erlangte.

## Leben
Elgin Lessley wurde 1883 als Sohn von Shelton und Orpha Lessley, geborene Brooks, in einem kleinen Dorf im US-Bundesstaat Missouri geboren. Er hatte drei Schwestern, dazu zwei Brüder aus einer früheren Ehe seines Vaters. Der Vater war Veteran der Konföderierten-Armee und betrieb eine Farm und einen Gemischtwarenladen. Als er 1911 starb, zog die Familie von Colorado Springs nach Los Angeles um. Elgin arbeitete zunächst als Schaufensterdekorateur im elterlichen Geschäft, folgte dann aber seiner Leidenschaft – der Fotografie – und wurde mit 28 Jahren Kameramann bei der Filmfirma „American Wildwest“ von Gaston Méliès, dem Bruder des französischen Filmpioniers Georges Méliès, die vor allem Kurzfilm-Western produzierte. Für Aufnahmen der „American Wildwest“ machte Lessley 1912 auch eine Reise durch Asien sowie die Südsee.
1913 wechselte er zu den Keystone Studios von Mack Sennett. Hier fotografierte er Filme mit Roscoe Arbuckle, Al St. John und Mabel Normand und entwickelte sich dabei zum Komödien-Spezialisten. 1917 stand er auch bei The Dangers of a Bride mit Gloria Swanson und A Clever Dummy mit Ben Turpin und Chester Conklin an der Kamera. Nachdem Roscoe Arbuckle 1917 mit Joseph Schenck sein eigenes Studio „Comique“ eröffnet hatte, stieß auch Lessley ein Jahr später zu ihnen zu ihm. Hier traf er auch mit Buster Keaton zusammen, der 1920 die Firma übernahm und sie „Buster Keaton Studios“ nannte. Lessley wurde nun sein Kameramann. Er fotografierte alle 19 Kurzfilme Keatons und sechs von seinen Langfilmen. Auch bei mehreren Filmen von Harry Langdon stand er an der Kamera. In den 1920er-Jahren galt Lessley vielen als der beste Kameramann für Komödien in Hollywood.
Zu dieser Zeit, als die Kameras noch durch Handkurbeln angetrieben wurden, mussten alle Spezialeffekte beim Drehen in der Kamera bewirkt werden. Obwohl Lessley schon zuvor mit Roscoe „Fatty“ Arbuckle und Harry Langdon gearbeitet hatte, kennt man ihn doch vor allem der grundlegenden Effekte wegen, die er mit Buster Keaton zustande gebracht hatte. Der nannte ihn „das menschliche Metronom“, weil er die Kamera in jeder gewünschten Geschwindigkeit so gleichmäßig zu kurbeln verstand.
Seine auffallendsten Effekte brachte er in den Filmen The Playhouse (1921) und Sherlock, jr. (1924) zuwege. In The Playhouse ließ er Keaton in neun verschiedenen Figuren, die noch dazu miteinander in Verbindung traten, erscheinen, wozu er ein Objektiv mit einer besonderen Blende benutzte und den Film in der Kamera immer wieder zurückdrehte und erneut belichtete. In Sherlock, jr. erzeugte er durch sorgfältige Positionierung von Kamera und Schauspieler den Eindruck, dass ein Mann im Film gefangen war, während sich gleichzeitig seine Lage, der er sich anzupassen bemühte, dauernd veränderte.
Einmal ist er, freilich ohne Nennung im Abspann, auch als Darsteller bei Buster Keaton zu sehen: Im Film Der General (1926) spielt einen General der Union, der den Befehl gibt, über die Brücke zu fahren.
Nach den Dreharbeiten zu Buster Keatons Buster Keaton, der Filmreporter (1928) zog sich Lessley aus dem Filmgeschäft zurück und setzte sich zur Ruhe. Seine Frau Blanche Olmstead, die er 1918 geheiratet hatte, war inzwischen am Wernicke-Syndrom erkrankt und musste von Lessley bis zu ihrem Tod im Jahre 1931 gepflegt werden. Elgin Lessley selbst verstarb 1944 im Alter von 60 Jahren an Herzproblemen; er liegt begraben im Forest Lawn Memorial Park (Glendale), Los Angeles County, California, USA.
Der Autor Theodore Roszak, Professor für Geschichte an der California State University, erwähnt ihn in seinem Roman „Schattenlichter“ von 1989. In der deutschen Übersetzung von Friedrich Mager heißt es: „Lessley, der hat was von seinem Handwerk verstanden. Ohne ihn wär Keaton aufgeschmissen gewesen. Das Dumme war nur, mit Beleuchtung war Elgin eine Null. Bei Komödien kann man mit Beleuchtung nix anfangen. Man muss alle Details sehen, verstehste. Alles schön einfach und hell.“

## Filmographie
- 1916: He Did and He Didn’t (Kurzfilm)
- 1916: The Waiters’ Ball (Kurzfilm)
- 1917: The Grab Bag Bride (Kurzfilm)
- 1917: The Stone Age (Kurzfilm)
- 1917: A Self-Made Hero (Kurzfilm)
- 1917: A Winning Loser (Kurzfilm)
- 1917: His Criminal Career (Kurzfilm)
- 1917: A Laundry Clean-Up (Kurzfilm)
- 1917: A Royal Rogue (Kurzfilm)
- 1917: Dangers of a Bride (Kurzfilm)
- 1917: A Clever Dummy (Kurzfilm)
- 1917: A Phantom Husband
- 1917: Framing Framers
- 1918: The Bell Boy (Kurzfilm)
- 1918: Her Decision
- 1918: High Stakes
- 1918: You Can’t Believe Everything
- 1918: Marked Cards
- 1918: Alias Mary Brown
- 1918: Daughter Angele
- 1918: The Atom
- 1918: Irish Eyes
- 1919: Back Stage (Kurzfilm)
- 1919: The Hayseed (Kurzfilm)
- 1920: Die Werkstatt (The Garage; Kurzfilm)
- 1920: Flitterwochen im Fertighaus (One Week; Kurzfilm)
- 1920: Buster Keaton als Sträfling (Convict 13; Kurzfilm)
- 1920: Trauung mit Hindernissen (The Scarecrow, Kurzfilm)
- 1920: Nachbarschaft im Klinch (Neighbours; Kurzfilm)
- 1921: Das verwunschene Haus (The Haunted House; Kurzfilm)
- 1921: The Servant in the House
- 1921: Hard Luck (Kurzfilm)
- 1921: Buster Keaton bekämpft die blutige Hand (The High Sign; Kurzfilm)
- 1921: Die Ziege (The Goat; Kurzfilm)
- 1921: Im Theater (The Playhouse; Kurzfilm)
- 1921: Wasser hat keine Balken (The Boat; Kurzfilm)
- 1922: Das Bleichgesicht (The Paleface; Kurzfilm)
- 1922: Buster und die Polizei (Cops; Kurzfilm)
- 1922: My Wife’s Relations (Kurzfilm)
- 1922: Im hohen Norden (The Frozen North) (Kurzfilm)
- 1922: Der Hufschmied (The Blacksmith) (Kurzfilm)
- 1922: Das vollelektrische Haus (The Electric House) (Kurzfilm)
- 1922: Day Dreams (Kurzfilm)
- 1923: The Balloonatic (Kurzfilm)
- 1923: The Love Nest (Kurzfilm)
- 1923: Die drei Zeitalter (Three Ages)
- 1923: Verflixte Gastfreundschaft (Our Hospitality)
- 1924: Sherlock, jr.
- 1924: Der Navigator (The Navigator)
- 1925: Der Mann mit den 1000 Bräuten (Seven Chances)
- 1925: Der Cowboy (Go West)
- 1926: Tramp, Tramp, Tramp
- 1926: Der starke Mann (The Strong Man)
- 1927: Die ersten langen Hosen (Long Pants)
- 1927: Der Dritte stört (Three's a Crowd)
- 1928: The Chaser
- 1928: Buster Keaton, der Filmreporter (The Cameraman)